# رايان رينولدز
رايان رينولدز (بالإنجليزية: Ryan Reynolds)‏، ممثل كندي من مواليد 23 أكتوبر 1976، شارك في بطولة عدة أفلام منها: بليد: الثالوث (2004)، رعب إيميتيفيل (2005)، رجال-إكس الأصول: وولفرين (2009)، الفانوس الأخضر (2011)، فيلم الأنيميشن توربو (2013)، ديدبول (2016)، المجرم (2016)، فيلم الخيال العلمي حياة (2017)، فيلم الحركة الحارس الشخصي لقاتل محترف (2017) رفقة صامويل جاكسون. وديدبول 2 (2018).

## النشأة
ولد رايان رودني ويليامز في 23 أكتوبر 1976 بمدينة فانكوفر، كولومبيا البريطانية. والده جيمس شيستر «جيم» رينولدز كان تاجر جملة للأغذية، أما والدته «تامي»، فهي مندوبة مبيعات بالتجزئة. ينحدر من أصول آيرلندية، وتربى على الرومانية الكاثوليكية. هو الأصغر من بين أربعة أشقاء. يشتغل اثنان من إخوانه الكبار كضباط شرطة في كولومبيا البريطانية، وواحد منهم عضو في شرطة الخيالة الكندية الملكية.

## حياته الشخصية
في 2002، رينولدز بدأ في مواعدة المغنية الكندية ألانيس موريسيت، أعلنا عن خطوبتهما في يونيو 2004، وفي فبراير 2007، أعن ممثلون عن رينولدز وموريسيت أن الثنائي قرروا بشكل مشترك إنهاء علاقتهما.
بعد فترة قصيرة من إنهاء علاقته مع موريسيت في 2007، بدأ رينولدز في مواعدة الممثلة الأمريكية سكارليت جوهانسون. أعلن الثنائي عن خطوبتهما في مايو 2008، وعن زواجهما في 27 سبتمبر 2008، بعد حفل هادئ أقاموه في مدينة توفينو بمقاطعة كولومبيا البريطانية. في الرابع عشر ديسمبر 2010، أعلن الزوجان عن طلاقهما.
التقى لأول مرة رينولدز بالممثلة بليك ليفلي في أوائل سنة 2010 خلال تصويرهما لفيلم الفانوس الأخضر حيث أديا معا دور البطولة. تزوج الثنائي في 9 سبتمبر 2012، في بلدة مونت بليستانت بولاية كارولاينا الجنوبية. رزق الزوجان بابنتين: جيمس (مواليد 2014)، وإينيس (مواليد 2016).

## أعماله
ديدبول
الفانوس الأخضر

## مواقع خارجية
- رايان رينولدز على موقع IMDb (الإنجليزية)
- رايان رينولدز على موقع الموسوعة البريطانية (الإنجليزية)
- رايان رينولدز على موقع روتن توميتوز (الإنجليزية)
- رايان رينولدز على موقع مونزينجر (الألمانية)
- رايان رينولدز على موقع ألو سيني (الفرنسية)
- رايان رينولدز على موقع ميوزك برينز (الإنجليزية)
- رايان رينولدز على موقع تيرنر كلاسيك موفيز (الإنجليزية)
- رايان رينولدز على موقع أول موفي (الإنجليزية)
- رايان رينولدز على موقع بوكس أوفيس موجو (الإنجليزية)
- رايان رينولدز على موقع قاعدة بيانات الأفلام السويدية (السويدية)